# Oenosandra boisduvallii
Oenosandra boisduvalii là một loài bướm đêm thuộc họ Oenosandridae và là loài duy nhất của chi Oenosandra. Nó được tìm thấy ở nửa miền nam Úc, bao gồm Tasmania.
Sải cánh dài khoảng 50 mm.
Ấu trùng ăn các loài Eucalyptus.

## Hình ảnh

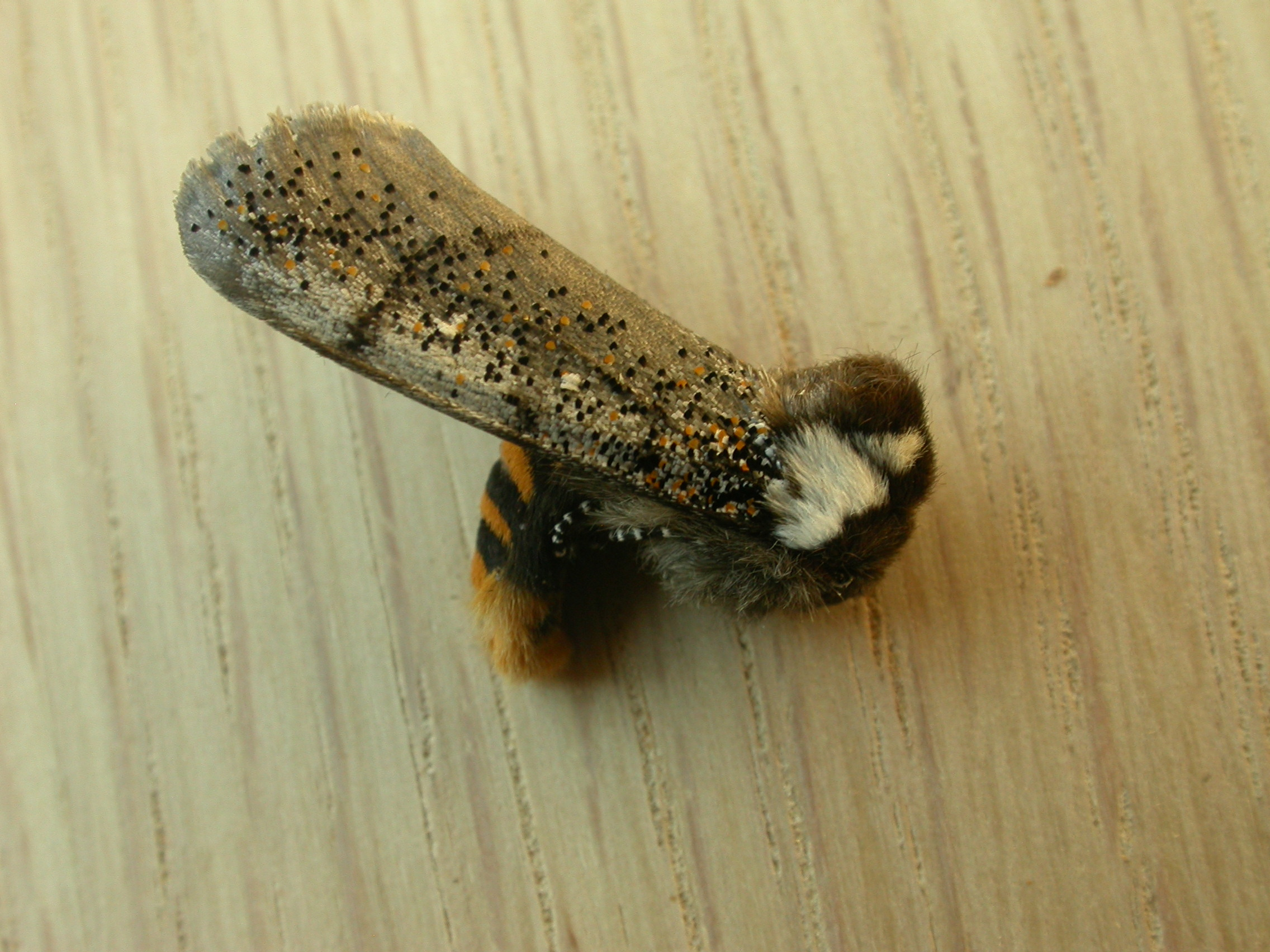
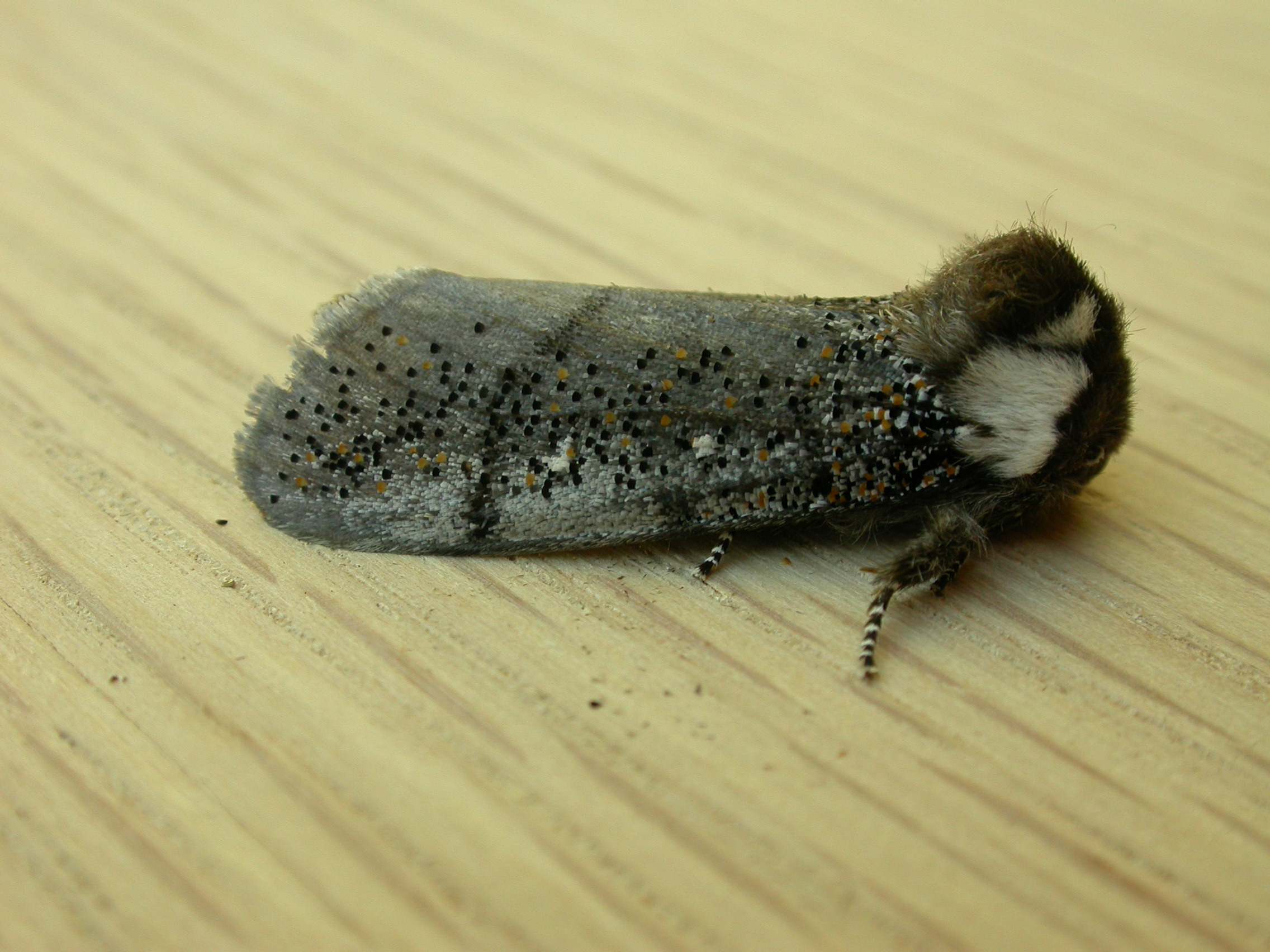
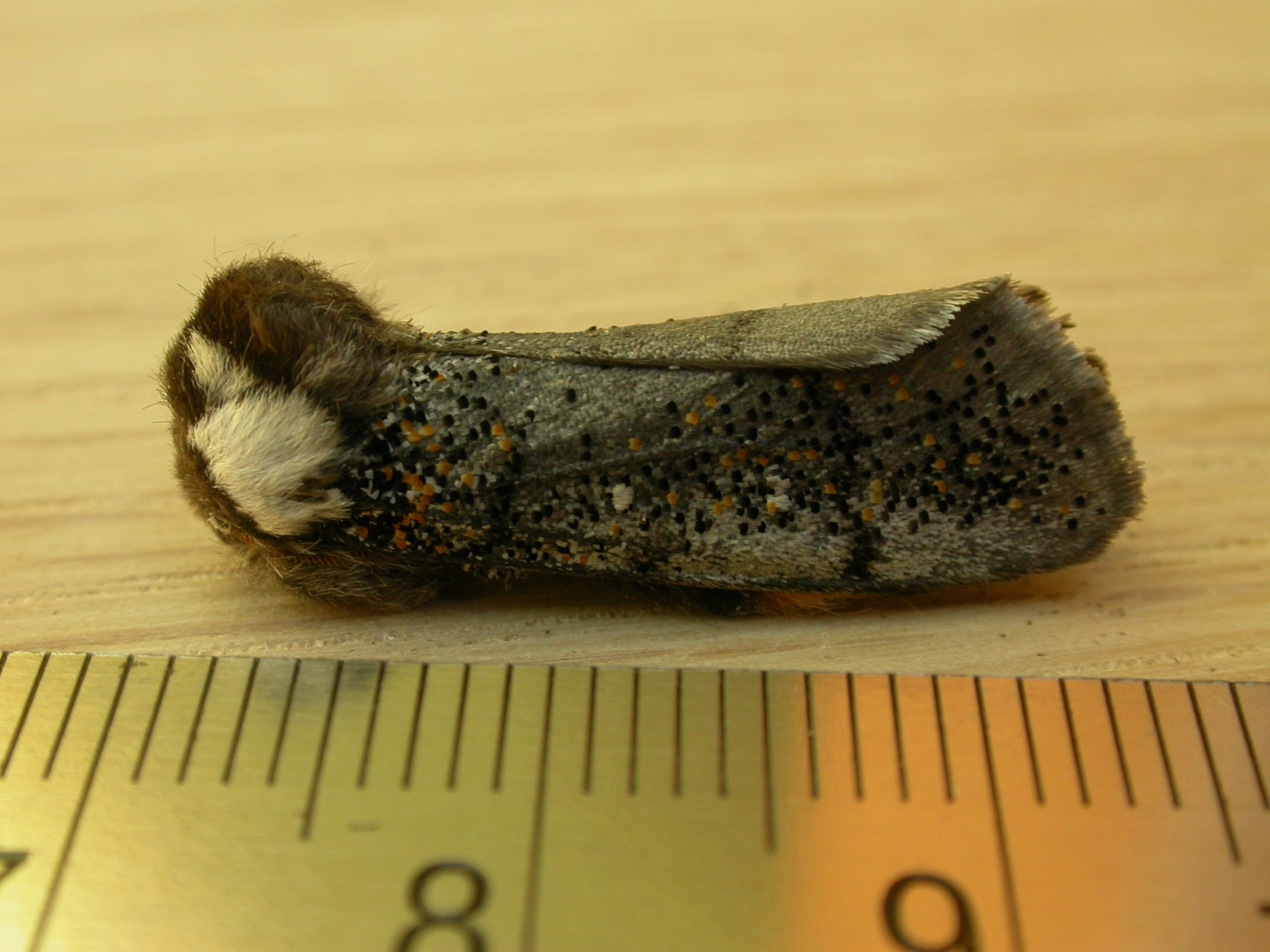
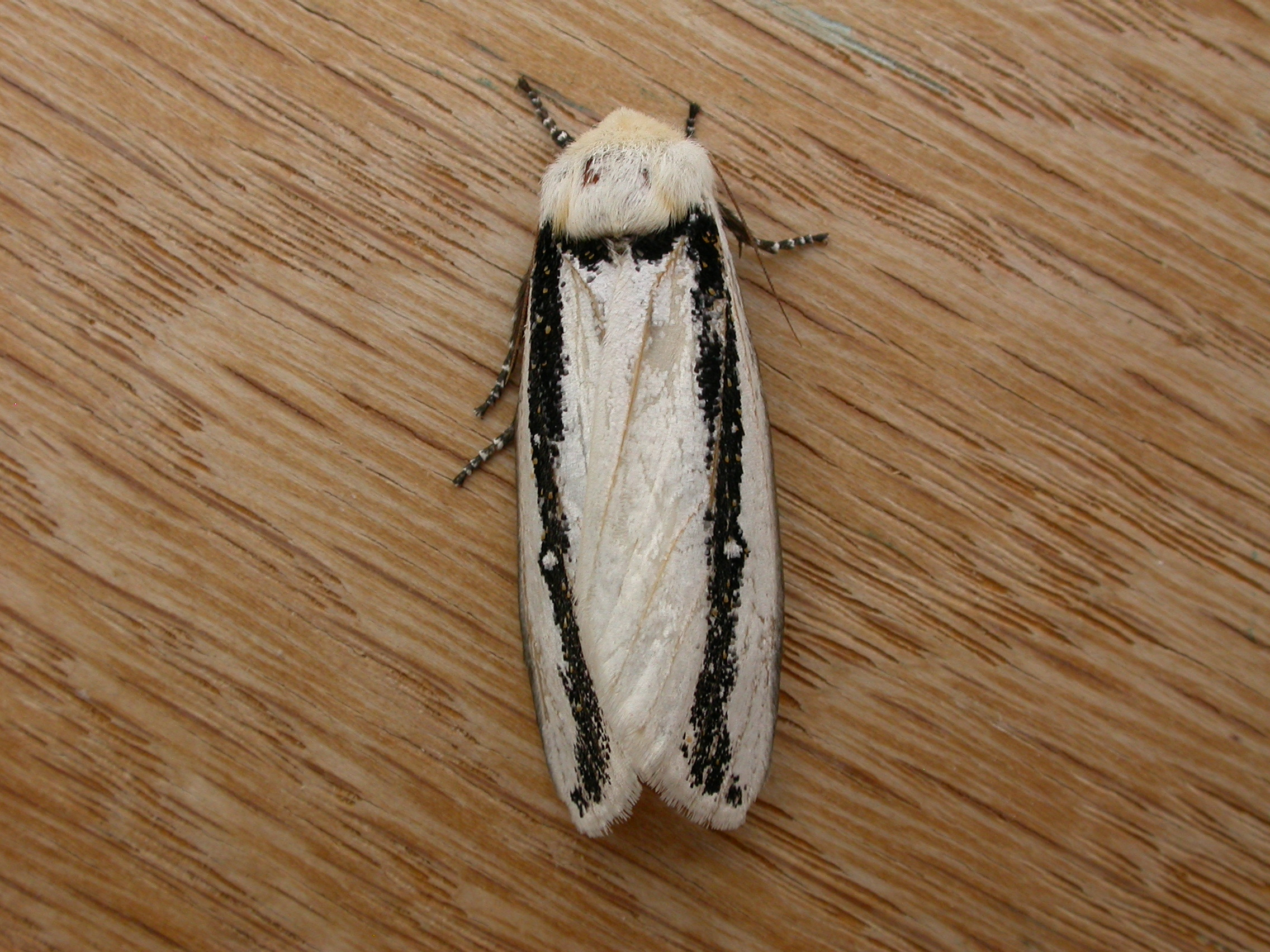